# CDfs
CDfs (Compact Disk File System) — виртуальная файловая система для Linux, предоставляющая доступ к индивидуальным данным и аудиотрекам на компакт-дисках. Диск, смонтированный при помощи драйвера CD появляется как несколько файлов, каждый из которых символизирует трек. 
В файловой системе для записи и считывания данных с оптических дисков (компакт-дисков) используются различные файловые системы и форматы записи информации. Наибольшее распространение получила файловая система CDfs (Compact Disk File System), отвечающая стандарту ISO 9660 (ISO – International Organization for Standartization). Данный стандарт описывает размещение информации на компакт-дисках и имеет два уровня ограничений на длину имен файлов и директорий, поэтому иногда в технической литературе вместо файловой системы CDfs говорят о файловой системе ISO Level 1 и ISO Level 2. 
CDfs уровни ISO
Файловая система CDfs (ISO Level 1) поддерживается многими ОС, однако в ней можно использовать имена файлов длиной не более 11 символов (11 = 8 + 3).
Файловая система CDfs (ISO Level 2) допускает использование имен файлов длиной не более 31 символа, буквы для написания имен файлов используются строчные, глубина вложения каталогов – не более 8 уровней.
CDfs поддерживает следующие типы треков:
- Red Book audio: Появляются как WAV файлы; чтение с них начнёт CDDA-риппинг.
- White Book video: Появляются как проигрываемы файлы MPEG-1, содержащие аудио и видео потоки
- Yellow Book data:
  - Apple HFS: Появляются как монтируемый образ файловой системы HFS
  - ISO 9660: Каждая сессия появляется как монтируемый образ ISO
  - El Torito boot image: Появляется единым образом загрузочного диска

## Поддержка ОС
CDfs не включён в основной состав ядра Linux, но он также распространяется по лицензии GPL, и из исходных текстов можно создать драйвер-модули для ядра серий 2.4 или 2.6. CDfs может быть включён в кастомное ядро.
В ОС Windows ХР встроены программные средства (мастер записи компакт-дисков) для записи оптических дисков с использованием данной файловой системой.
Для ОС семейства Windows (Windows 95, Windows 98, Windows NT 4.0, Windows 2000,Windows Me, Windows ХР) используется файловая система Joliet, в которой возможности размещения и обработки файлов превышают ограничения стандарта ISO 9660. Данная файловая система позволяет использовать в именах файлов и папок все возможности ОС Windows. К таким возможностям относятся, например, наличие в именах файлов пробелов, русских букв и специальных символов в длинных именах файлов. Многие программные средства, предназначенные для записи оптических дисков, поддерживают файловую систему Joliet.

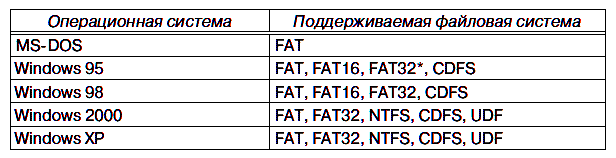
Таблица поддержки CDfs различными ОС

Однако при создании компакт-дисков и использовании их в других ОС желательно использовать стандарт ISO 9660. Поэтому если планируется использовать создаваемый компакт-диск только при работе с ОС семейства Windows, то лучше использовать файловую систему Joliet.
Перечисленные выше файловые системы позволяют выбрать формат записи информации на компакт-диск. 
Различают варианты форматов записи компакт-дисков Mode 1: CDROM и Mode 2: CDROM ХА. По умолчанию предлагается второй вариант формата записи компакт-дисков Mode 2: CDROM ХА, который обеспечивает более гибкий подход к записи информации и поэтому является предпочтительным.